# Spaniens Grand Prix 2021
Spaniens Grand Prix 2021, officiellt Formula 1 Aramco Gran Premio De España 2021, var ett Formel 1-lopp som kördes den 9 maj 2021 på Circuit de Barcelona-Catalunya i Montmeló i Spanien. Loppet var det fjärde loppet ingående i Formel 1-säsongen 2021 och kördes över 66 varv.

## Kvalet
| Pos.                    | Nr. | Förare             | Konstruktör               | Kvaltider | Kvaltider | Kvaltider | Start- grid |
| Pos.                    | Nr. | Förare             | Konstruktör               | Q1        | Q2        | Q3        | Start- grid |
| ----------------------- | --- | ------------------ | ------------------------- | --------- | --------- | --------- | ----------- |
| 1                       | 44  | Lewis Hamilton     | Mercedes                  | 1:18,245  | 1:17,166  | 1:16,741  | 1           |
| 2                       | 33  | Max Verstappen     | Mercedes                  | 1:18,090  | 1:16,922  | 1:16,777  | 2           |
| 3                       | 77  | Valtteri Bottas    | Red Bull-Honda            | 1:18,005  | 1:17,142  | 1:16,873  | 3           |
| 4                       | 16  | Charles Leclerc    | Ferrari                   | 1:18,041  | 1:17,717  | 1:17,510  | 4           |
| 5                       | 31  | Esteban Ocon       | Alpine-Renault            | 1:18,281  | 1:17,743  | 1:17,580  | 5           |
| 6                       | 55  | Carlos Sainz, Jr.  | Ferrari                   | 1:18,205  | 1:17,656  | 1:17,620  | 6           |
| 7                       | 3   | Daniel Ricciardo   | McLaren-Mercedes          | 1:18,264  | 1:17,719  | 1:17,622  | 7           |
| 8                       | 11  | Sergio Pérez       | Red Bull-Honda            | 1:18,203  | 1:17,669  | 1:17,701  | 8           |
| 9                       | 4   | Lando Norris       | McLaren-Mercedes          | 1:17,821  | 1:17,696  | 1:18,010  | 9           |
| 10                      | 14  | Fernando Alonso    | Alpine-Renault            | 1:18,281  | 1:17,966  | 1:18,147  | 10          |
| 11                      | 18  | Lance Stroll       | Aston Martin-BWT Mercedes | 1:18,241  | 1:17,974  | N/A       | 11          |
| 12                      | 10  | Pierre Gasly       | Alpha Tauri-Honda         | 1:18,190  | 1:17,982  | N/A       | 12          |
| 13                      | 5   | Sebastian Vettel   | Aston Martin-BWT Mercedes | 1:18,289  | 1:18,079  | N/A       | 13          |
| 14                      | 99  | Antonio Giovinazzi | Alfa Romeo-Ferrari        | 1:18,549  | 1:18,356  | N/A       | 14          |
| 15                      | 63  | George Russell     | Williams-Mercedes         | 1:18,445  | 1:19,154  | N/A       | 15          |
| 16                      | 22  | Yuki Tsunoda       | Alpha Tauri-Honda         | 1:18,556  | N/A       | N/A       | 16          |
| 17                      | 7   | Kimi Räikkönen     | Alfa Romeo-Ferrari        | 1:18,917  | N/A       | N/A       | 17          |
| 18                      | 47  | Mick Schumacher    | Haas-Ferrari              | 1:19,117  | N/A       | N/A       | 18          |
| 19                      | 6   | Nicholas Latifi    | Williams-Mercedes         | 1:19,219  | N/A       | N/A       | 19          |
| 20                      | 9   | Nikita Mazepin     | Haas-Ferrari              | 1:19,807  | N/A       | N/A       | 20          |
| 107 %-gränsen: 1:23.268 |     |                    |                           |           |           |           |             |
| Källor:                 |     |                    |                           |           |           |           |             |

## Loppet
Lewis Hamilton för Mercedes tog hem vinsten följt av Red Bulls Max Verstappen med Valtteri Bottas för Mercedes på tredjeplats.
Hamilton startade på pole position men blev omkörd av Verstappen i första kurvan under första varvet. Mercedes valde att ta in Hamilton i pitlane för ett till däckbyte efter drygt halva distansen. Detta i ett försök att kopiera resultatet från Ungerns Grand Prix 2019 där Hamilton togs in för att byta däck där han sedan lyckades klättra till vinst på de sista varven under loppet med sina fräschare däck.
Strategin lyckades även här och Hamilton vann med stort utrymme till Verstappen på andraplats sedan Verstappen gått i depå efter Hamiltons omkörning för att själv gå för snabbaste varv och få en extra poäng.
| Pos.                                                           | Nr. | Förare             | Konstruktör               | Varv | Tid/Bröt     | Grid | Poäng |
| -------------------------------------------------------------- | --- | ------------------ | ------------------------- | ---- | ------------ | ---- | ----- |
| 1                                                              | 44  | Lewis Hamilton     | Mercedes                  | 66   | 1:33:07,680  | 1    | 25    |
| 2                                                              | 33  | Max Verstappen     | Red Bull-Honda            | 66   | +15,841      | 2    | 19 1  |
| 3                                                              | 77  | Valtteri Bottas    | Mercedes                  | 66   | +26,610      | 3    | 15    |
| 4                                                              | 16  | Charles Leclerc    | Ferrari                   | 66   | +54,616      | 4    | 12    |
| 5                                                              | 11  | Sergio Pérez       | Red Bull-Honda            | 66   | +1:03,671    | 8    | 10    |
| 6                                                              | 3   | Daniel Ricciardo   | McLaren-Mercedes          | 66   | +1:13,768    | 7    | 8     |
| 7                                                              | 55  | Carlos Sainz, Jr.  | Ferrari                   | 66   | +1:14,670    | 6    | 6     |
| 8                                                              | 4   | Lando Norris       | McLaren-Mercedes          | 65   | +1 varv      | 9    | 4     |
| 9                                                              | 31  | Esteban Ocon       | Alpine-Renault            | 65   | +1 varv      | 5    | 2     |
| 10                                                             | 10  | Pierre Gasly       | Alpha Tauri-Honda         | 65   | +1 varv      | 12   | 1     |
| 11                                                             | 18  | Lance Stroll       | Aston Martin-BWT Mercedes | 65   | +1 varv      | 11   | N/A   |
| 12                                                             | 7   | Kimi Räikkönen     | Alfa Romeo-Ferrari        | 65   | +1 varv      | 17   | N/A   |
| 13                                                             | 5   | Sebastian Vettel   | Aston Martin-BWT Mercedes | 65   | +1 varv      | 13   | N/A   |
| 14                                                             | 63  | George Russell     | Williams-Mercedes         | 65   | +1 varv      | 15   | N/A   |
| 15                                                             | 99  | Antonio Giovinazzi | Alfa Romeo-Ferrari        | 65   | +1 varv      | 14   | N/A   |
| 16                                                             | 6   | Nicholas Latifi    | Williams-Mercedes         | 65   | +1 varv      | 19   | N/A   |
| 17                                                             | 14  | Fernando Alonso    | Alpine-Renault            | 65   | +1 varv      | 10   | N/A   |
| 18                                                             | 47  | Mick Schumacher    | Haas-Ferrari              | 64   | +2 varv      | 18   | N/A   |
| 19                                                             | 9   | Nikita Mazepin     | Haas-Ferrari              | 64   | +2 varv      | 20   | N/A   |
| RET                                                            | 22  | Yuki Tsunoda       | Alpha Tauri-Honda         | 6    | Motorproblem | 16   | N/A   |
| Snabbaste varvet: Max Verstappen, Red Bull, 1:18.149 (varv 62) |     |                    |                           |      |              |      |       |
| Källor:                                                        |     |                    |                           |      |              |      |       |

- ^1  – Inkluderar en extra poäng för snabbaste varv.

## Ställning efter loppet
|     | Pos. | Förare          | Poäng |
| --- | ---- | --------------- | ----- |
| ▬   | 1    | Lewis Hamilton  | 94    |
| ▬   | 2    | Max Verstappen  | 80    |
| ▲ 1 | 3    | Valtteri Bottas | 47    |
| ▼ 1 | 4    | Lando Norris    | 41    |
| ▬   | 5    | Charles Leclerc | 40    |

|   | Pos. | Konstruktör      | Poäng |
| - | ---- | ---------------- | ----- |
| ▬ | 1    | Mercedes         | 141   |
| ▬ | 2    | Red Bull-Honda   | 112   |
| ▬ | 3    | McLaren-Mercedes | 65    |
| ▬ | 4    | Ferrari          | 60    |
| ▬ | 5    | Alpine-Renault   | 15    |

- Notering: Endast de fem bästa placeringarna i vardera mästerskap finns med på listorna.